# Sieg
Ein Sieg ist ein abschließender Erfolg im Kampf, Krieg, bei Wahlen oder im Wettkampf. Der Sieg über einen Gegner wird im militärischen oder sportlichen Kampf sowie im politischen oder künstlerischen Wettbewerb errungen. Das Nomen Agentis ist der Sieger/die Siegerin. Gegensatz ist die Niederlage. 

## Etymologie
Das Wort „Sieg“ stammt vom althochdeutschen „sigu, siku“ für „Überwindung (des Gegners), Triumph“, im Mittelhochdeutschen als sige oder sic. Als Ursprung wird die indogermanische Wortwurzel *segh- („festhalten, im Kampf überwältigen; Sieg“) angenommen. Heute findet sich „Sieg“ als Wortbestandteil in zahlreichen Zusammensetzungen, es kommt insbesondere in folgenden Komposita vor:
- Endsieg: Deutscher Propagandabegriff in der Zeit des Nationalsozialismus;
- Kantersieg: Sportlicher Sieg mit großem Vorsprung;
- Pyrrhussieg: Sieg ohne Gewinn oder sogar mit Verlust;
- Siegertreppchen: Podest zur Durchführung einer Siegerehrung bei Sportwettbewerben;
- Siegfrieden: Friedensschluss nach einem Krieg, in dem eine Partei klar gesiegt hat, deutscher Propagandabegriff im Ersten Weltkrieg[2]

## Sieg im Sport
Im sportlichen Wettkampf ist der Sieg über die Gegner das Leistungsziel aller Sportleistungen eines Sportlers. Der Sport dreht sich um Sieg und Niederlage, wobei die Klarheit des Wettkampf-Endes von Bedeutung ist. Zu diesem Zweck ist der Sieg in allen Sportarten präzise quantifizierbar und damit messbar: Wer im Fußball mehr Tore schießt oder im Handball mehr Tore wirft als der Gegner, ist Sieger. Im Laufsport zählt die am Ziel durch die Zeitnahme gemessene Zeit, im Hochsprung die Höhe, im Weitsprung die Weite. Der Sieger im Boxsport muss im Best Case den Knockout erreichen, ansonsten ist Sieger, wer die höhere Punktzahl der Punktrichter erzielt. In vielen Sportarten zählen für den Sieg die – meist subjektiv – vergebenen Punkte der Punktrichter in Verbindung mit anderen Kriterien (Eiskunstlauf, Skiflug). Beim Eiskunstlauf wird die technische Schwierigkeit (A-Note) und die künstlerische Ausführung (B-Note) gewertet, beim Skiflug zählt neben der Weite auch die Haltung.  

Siegessymbol Lorbeerkranz (auch für Jubiläen)
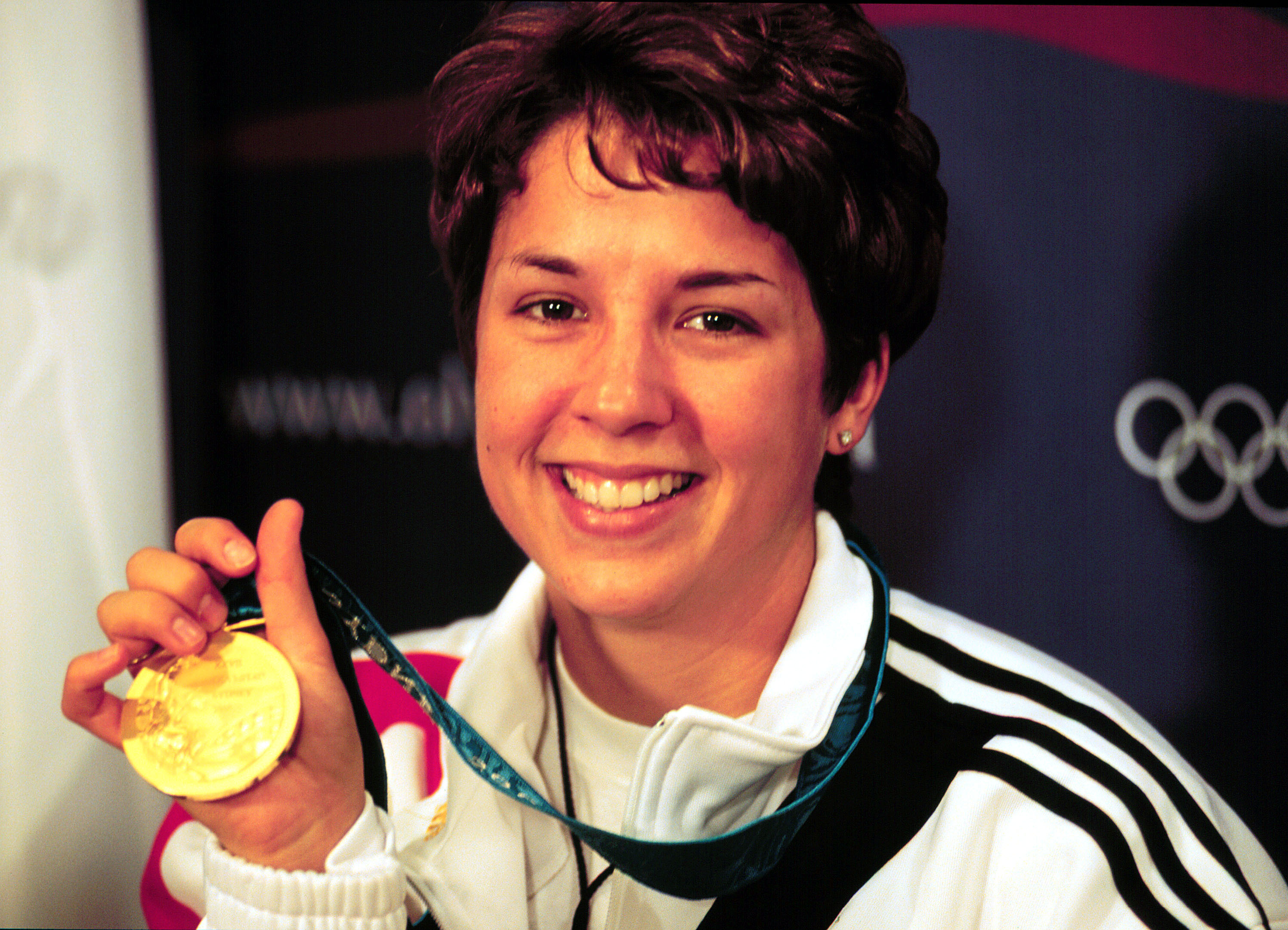
Goldmedaille, Symbol für einen sportlichen Sieg
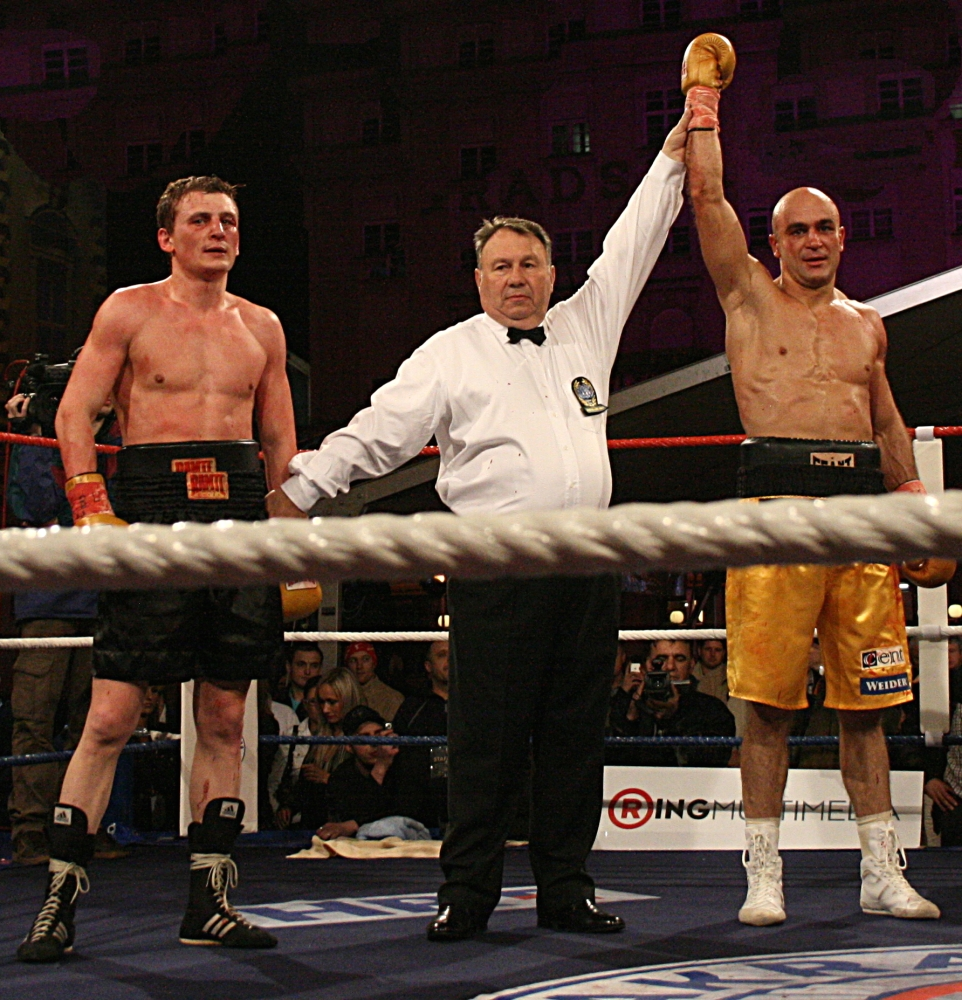
Kampfrichter verkündet den Sieger beim Boxen durch Hochheben dessen Arms
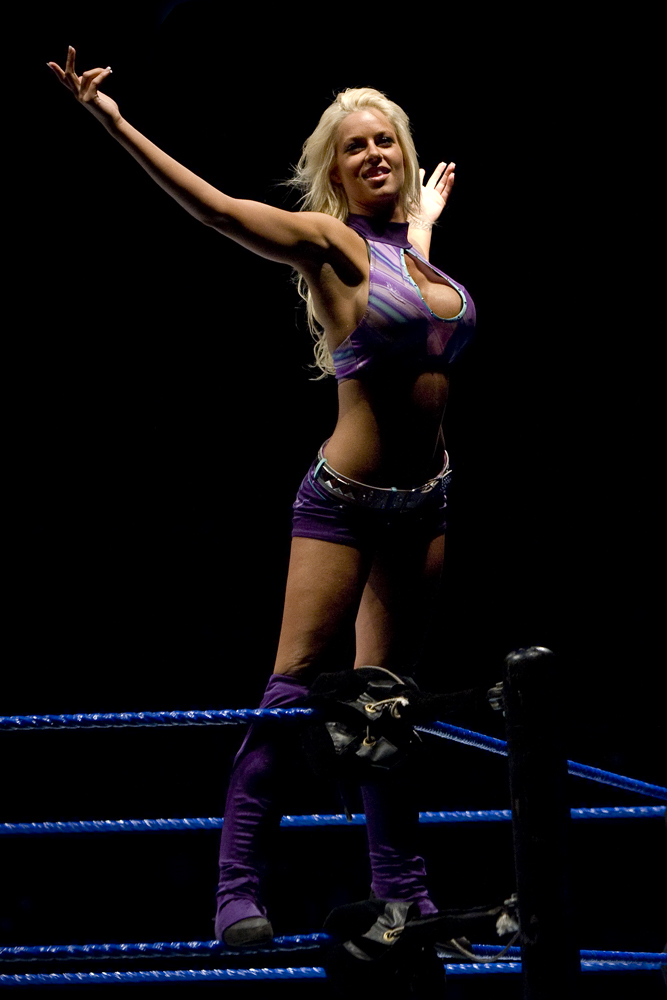
Siegerpose beim Wrestling
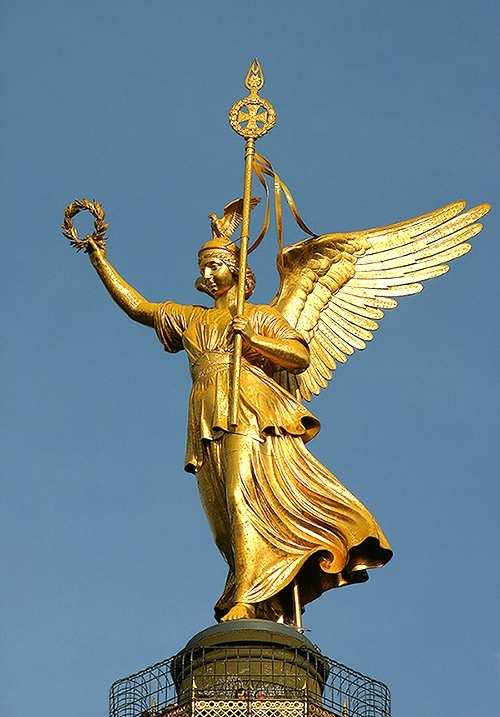
Viktoria auf der Berliner Siegessäule, als Symbol für den Sieg
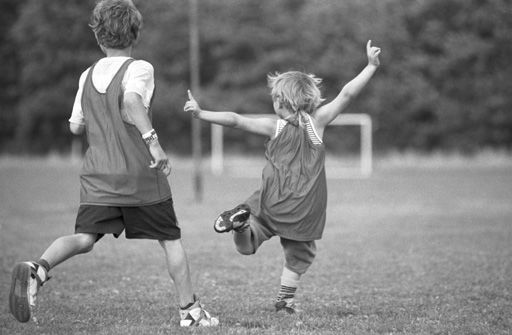
Siegerpose beim Jugendfußball

## Militärischer Sieg
Oberstes Kriegsziel ist allgemein der militärische Sieg. Dies wurde in einigen Armeen relativiert: „Das Hauptziel der USA besteht darin, eine Auseinandersetzung schnell und entschlossen auf eine Art und Weise zu beenden, die am besten geeignet ist, ihre Eskalation zu einem allgemeinen (Atom-)Krieg zu verhindern“.
Carl von Clausewitz schrieb 1832: „In der Taktik sind die ausgebildeten Streitkräfte, welche den Kampf führen sollen. Der Zweck ist der Sieg“. Er beschränkte den Sieg auf den Bereich der Taktik, doch werden Siege auf dem Schlachtfeld errungen. Clausewitz schrieb weiter: „Die Strategie hat ursprünglich nur den Sieg, d. h. den taktischen Erfolg, als Mittel, und in letzter Instanz, die Gegenstände, welche unmittelbar zum Frieden führen sollen, als Zweck“. Der Verteidiger sollte nach Clausewitz so lange in der Defensive verbleiben, bis die Kräfte des Angreifers erlahmten und der Verteidiger somit ein Übergewicht erlangt hätte. An diesem „Kulminationspunkt des Sieges“ kann der Verteidiger in die Offensive übergehen, um den Krieg siegreich zu beenden.
Im klassischen Krieg wird in der Kriegswissenschaft und Kriegskunst von einem Sieg gesprochen, wenn faktisch der Gegner kapituliert, seine Niederlage eingesteht und die Kampfhandlungen der Kriegsparteien eingestellt werden. Formal entscheidet der Friedensvertrag über Sieger und Besiegte. Allerdings gilt das nicht uneingeschränkt, wie der Deutsch-Französische Krieg zeigte. Nach der Schlacht von Sedan folgten am 1. und 2. September 1870 zwar Kapitulationsverhandlungen mit der Armee Napoleons III., doch die neu gegründete Dritte Französische Republik kämpfte noch sechs Monate weiter.
Als strategischer Sieg wird ein Sieg oder eine Summe von Einzelsiegen in Schlachten oder Gefechten oder eine Summe von Erfolgen bezeichnet, die zur Erreichung des zentralen Kriegsziels oder mehrerer zentraler Kriegsziele führen.

## Sieg bei Wahlen
Im Wahlkampf ringen Personen oder politische Parteien um den Wahlsieg. Als Wahlkampf wird in der Politikwissenschaft der Wettbewerb der Personen oder politischen Parteien zwecks Beeinflussung der Stimmabgabe des Wahlvolks bezeichnet. Siegt eine Person oder politische Partei bei Wahlen oder sonstigen Abstimmungen, so wird vom Wahlsieg gesprochen. Quantifizierungsgröße sind die Stimmen; Wahlsieger wird, wer die Mehrheit oder qualifizierte Mehrheit aller abgegebenen Stimmen auf sich vereinigt. Das gilt sowohl für Abstimmungen in Versammlungen (etwa Hauptversammlung) als auch bei politischen Wahlen (etwa Bundestagswahl).

## Sieg in Wettbewerben
Insbesondere die Unterhaltungsindustrie hat verschiedene Wettbewerbe etabliert, die im öffentlichen Interesse des internationalen Publikums stehen. Hierzu gehören unter anderem in den USA der mit einem Emmy belohnte Emmy Award (Fernsehen), der Grammy beim Grammy Award (Musikindustrie), der mit dem Oscar belohnte Academy Award (Filmindustrie) und der Tony Award (Theater und Musical). Ferner gehören hierhin die nationalen und internationalen Schönheitswettbewerbe (Misswahlen). In Europa gibt es insbesondere den Eurovision Song Contest und verschiedene Filmfestivals. In Deutschland sind insbesondere der Bambi (Medien- und Fernsehpreis), Deutsche Buchpreis, Deutsche Fernsehpreis oder Deutsche Filmpreis zu erwähnen. Sie alle haben gemeinsam, dass Sieger/Siegerinnen mit einem Preis ausgezeichnet werden, der durch eine Jury aufgrund nicht immer objektiv nachvollziehbarer Wertungen vergeben wird.   

## Folgen eines Sieges
Der Erwerb von Preisen, Belohnungen (Anerkennung, Auszeichnung), Kriegsbeute und Ähnlichem macht den Sieger darüber hinaus zusätzlich oft zum Gewinner. Der unterlegene Opponent erfährt eine Niederlage und oft einen Verlust, er ist der Verlierer. Dabei ist die „Konkurrenz“ der zentrale Begriff für das, was im Ergebnis zum Sieger bzw. Besiegten führt. Sozial handelnde Personen konkurrieren um verschiedene natürliche (Siegerkranz) oder artifizielle (Goldmedaille) knappe Ressourcen. Die handelnden Personen stehen einzeln oder in Gruppen (dann zusätzlich kooperierendes Handeln) in Konkurrenz zueinander.
Als Zeichen eines Sieges gilt untere anderem auch das Hissen einer Flagge (Beispiel: Raising the Flag on Iwo Jima).